# Юго-Северная
Ю́го-Се́верная — станица в Тихорецком районе Краснодарского края России. Административный центр Юго-Северного сельского поселения.

## История
Хутора Южный и Северный основаны в 1922 году, в конце 1920-х годов они составляли Юго-Северный сельсовет; не позднее 1938 года хутора были объединены в станицу Юго-Северную.

## Население
| 2002 | 2010  |
| ---- | ----- |
| 1338 | ↘1250 |

## Улицы
| - пер. Краснодарский, - пер. Майский, - пер. Московский, - пер. Привольный, - пер. Тихорецкий, | - ул. Весёлая, - ул. Молодёжная, - ул. Новая, - ул. Победы, - ул. Северная, | - ул. Тюленина, - ул. Школьная, - ул. Юбилейная, - ул. Южная. |

## Инфраструктура
В станице имеется Дворец культуры, в котором располагается библиотека. Также имеются детский сад и средняя школа.